# SLC6A18
SLC6A18‏ (Solute carrier family 6 member 18) هوَ بروتين يُشَفر بواسطة جين SLC6A18 في الإنسان.